# Dabka

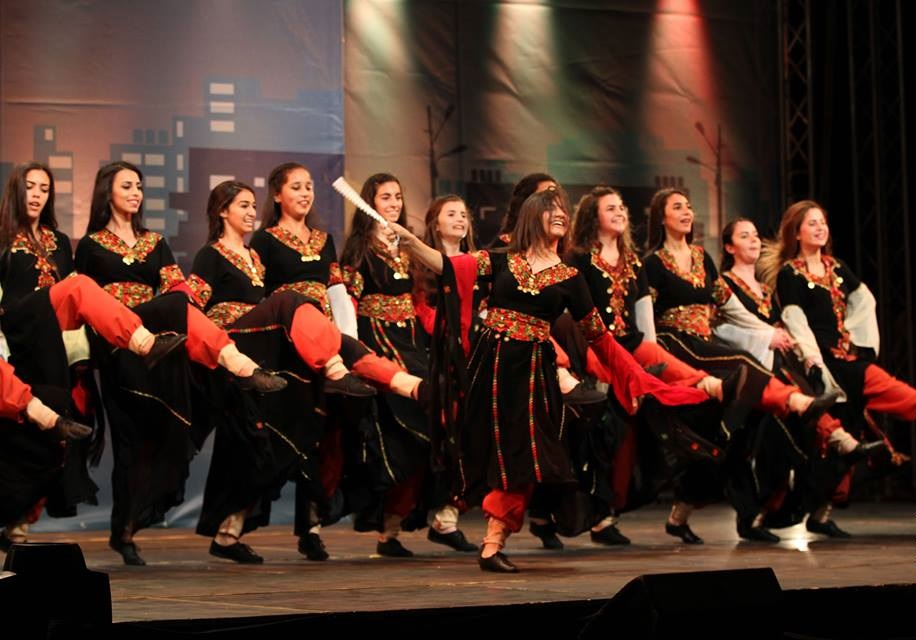
Ragazze palestinesi danzano la dabka

La dabka (in arabo دبكة‎?) è una danza folkloristica popolare diffusa in alcuni paesi del Medio Oriente, in particolare Libano, Siria, Giordania, Iraq e Palestina. Il nome deriva dal verbo arabo dabaka, yadbuku che significa "battere i piedi per terra".
La danza rappresenta l'amore per la terra e il proprio paese e soprattutto l'unione tra le persone; esprime sentimenti di gioia e viene praticata in occasioni felici, soprattutto matrimoni, ma anche nascite e giornate di raccolta.
Come il significato stesso del nome suggerisce, il movimento delle gambe è centrale per tutti i tipi di dabka. I danzatori battono sostanzialmente i piedi per terra con marce e ritmi molto variegati, che cambiano durante la danza al variare del ritmo della musica.
Nei paesi dove è diffusa ci sono diversi tipi caratteristici di Dabka, anche se presentano moltissime analogie e tratti comuni. I passi sono scanditi e si ripetono ogni 6 o 8 tempi.
Si danza sempre in gruppo (da 4-5 persone fino a decine di persone): i danzatori si dispongono in cerchio o semicerchio e procedono in fila indiana, ognuno con la mano destra nella mano del danzatore precedente e la sinistra (tenuta di solito dietro la schiena) al danzatore seguente. A passo di danza tutti girando in tondo sempre in senso antiorario. A seconda del tipo di passo e del tipo di dabka i danzatori rivolgono lo sguardo in avanti oppure verso il centro del cerchio o del semicerchio.
Il primo della fila (di solito il più esperto nella danza) è il conduttore del ballo, viene chiamato laweeh: tutti gli altri lo seguono nelle mosse e nelle variazioni che egli decide al variare del ritmo della musica, sempre accompagnata da strumenti a percussione classici arabi, quali la darabouka. Durante il ballo più persone possono alternarsi nel ruolo di conduttore in testa alla fila; la danza non ha regole molto precise: come tutte le danze popolari, l'improvvisazione è infatti molto praticata.
La dabka non è soltanto accompagnata dalla musica, ma anche da canzoni in quanto quasi sempre le musiche sono anche cantate. Le danze sono spesso precedute da particolari poesie, che si chiamano mawwal, caratterizzate da rime e parole con doppio o triplo senso.